# Marko Čeko
Marko Čeko (* 3. August 2000) ist ein kroatischer Leichtathlet, der im Sprint und im Weitsprung an den Start geht.

## Sportliche Laufbahn
Erste internationale Erfahrungen sammelte Marko Čeko im Jahr 2015, als er beim Europäischen Olympischen Jugendfestival (EYOF) in Tiflis mit einer Weite von 6,27 m in der Qualifikation ausschied, wie auch bei den 2016 erstmals ausgetragenen Jugendeuropameisterschaften ebendort 6,46 m. 2017 nahm er an den U18-Weltmeisterschaften in Nairobi teil und belegte dort mit 7,24 m den siebten Platz. 2018 scheiterte er bei den U20-Weltmeisterschaften in Tampere mit 7,18 m in der Qualifikation und 2019 wurde er bei den U20-Europameisterschaften in Borås mit 7,22 m Sechster. 2020 belegte er bei den Balkan-Hallenmeisterschaften in Istanbul mit 7,61 m den fünften Platz und bei den Freiluftmeisterschaften in Cluj-Napoca siegte er mit einem Sprung auf 7,88 m und gewann im 200-Meter-Lauf in 21,19 s die Bronzemedaille. 2021 gewann er bei den Balkan-Hallenmeisterschaften in Istanbul mit 7,72 m die Bronzemedaille und im Jahr darauf musste er sich bei den Balkan-Hallenmeisterschaften ebendort mit 7,71 m nur dem Albaner Izmir Smajlaj geschlagen geben. Im Juni gelangte er bei den Freiluftmeisterschaften in Craiova mit 7,37 m auf Rang zwölf und anschließend belegte er bei den Europameisterschaften in München mit 7,77 m den achten Platz.
2023 verpasste er bei den Halleneuropameisterschaften in Istanbul mit 7,39 m den Finaleinzug. Im Juni wurde er bei der 2. Liga der Team-Europameisterschaft im Rahmen der Europaspiele in Chorzów mit 7,86 m Erste, ehe er bei den Balkan-Meisterschaften in Kraljevo mit 7,72 m den vierten Platz belegte. Im Jahr darauf belegte er bei den Balkan-Meisterschaften in Izmir mit 7,52 m den neunten Platz. Kurz darauf verpasste er bei den Europameisterschaften in Rom mit 7,79 m den Finaleinzug. 2025 schied er bei den Halleneuropameisterschaften in Apeldoorn mit 7,47 m ebenfalls in der Vorrunde aus. Ende Juni wurde er bei der 2. Liga der Team-Europameisterschaft in Maribor mit 7,58 m Vierter im Weitsprung und kam mit der 4-mal-100-Meter-Staffel nicht ins Ziel. Anschließend belegte er bei den Balkan-Meisterschaften in Volos mit 7,55 m den vierten Platz im Weitsprung.
In den Jahren 2020, 2021 und 2023 wurde Čeko kroatischer Meister im Weitsprung sowie 2020 im 100- und 200-Meter-Lauf. Zudem wurde er 2020, 2022 und 2025 Hallenmeister im Weitsprung sowie 2021 im 60-Meter-Lauf.

## Persönliche Bestleistungen
- 100 Meter: 10,46 s (−0,4 m/s), 8. August 2020 in Zagreb
  - 60 Meter (Halle): 6,82 s, 13. Februar 2021 in Zagreb
- 200 Meter: 20,98 s (+1,6 m/s), 12. Juli 2020 in Zagreb
- Weitsprung: 8,04 m (+1,3 m/s), 8. August 2020 in Zagreb